# Osmond (Nebraska)
Osmond es una ciudad ubicada en el condado de Pierce en el estado estadounidense de Nebraska. En el Censo de 2010 tenía una población de 783 habitantes y una densidad poblacional de 377,9 personas por km².

## Geografía
Osmond se encuentra ubicada en las coordenadas 42°21′29″N 97°35′57″O / 42.35806, -97.59917. Según la Oficina del Censo de los Estados Unidos, Osmond tiene una superficie total de 2.07 km², de la cual 2.06 km² corresponden a tierra firme y (0.38%) 0.01 km² es agua.

## Demografía
Según el censo de 2010, había 783 personas residiendo en Osmond. La densidad de población era de 377,9 hab./km². De los 783 habitantes, Osmond estaba compuesto por el 97.83% blancos, el 0.26% eran afroamericanos, el 0% eran amerindios, el 0.26% eran asiáticos, el 0% eran isleños del Pacífico, el 0.51% eran de otras razas y el 1.15% pertenecían a dos o más razas. Del total de la población el 1.79% eran hispanos o latinos de cualquier raza.